# Solanum gilesii
Solanum gilesii är en potatisväxtart som beskrevs av Symon. Solanum gilesii ingår i släktet skattor som ingår i familjen potatisväxter. Inga underarter finns listade i Catalogue of Life.